# Archoleptoneta obscura
Archoleptoneta obscura är en spindelart som beskrevs av Willis J. Gertsch 1974. Archoleptoneta obscura ingår i släktet Archoleptoneta och familjen Leptonetidae. Inga underarter finns listade i Catalogue of Life.